# Thomas Krantz
Ej att förväxla med ljudteknikern Tomas Krantz (född 1955).
Björn Sören Thomas Krantz, född 18 september 1952 i Värnamo, är en svensk skådespelare.

## Filmografi
- 2000 – Lex
- 2002 – Sjunde stenen
- 2003 – One Way Trip
- 2009 – Det enda rationella
- 2013 – Skrotarna (TV-serie)

## Teater

### Roller (ej komplett)
| År   | Roll | Produktion             | Regi            | Teater               |
| ---- | ---- | ---------------------- | --------------- | -------------------- |
| 2003 |      | Pölsan Torgny Lindgren | Eyvind Andersen | Västerbottensteatern |